# Крючков, Абрам Иванович
Абра́м Ива́нович Крючко́в (1910, Плотава, Томская губерния — 16 ноября 1941, Дубосеково, Московская область) — стрелок 4-й роты 2-го батальона 1075-го стрелкового полка 316-й стрелковой дивизии 16-й армии Западного фронта, рядовой, Герой Советского Союза. Награждён орденом Ленина.

## Биография
Абрам Крючков родился в 1910 году в селе Плотава (ныне — Баевский район Алтайского края) в крестьянской семье. Русский.
Продолжительное время жил в Алма-Ате. Окончив начальную школу, работал сапожным мастером в артели имени Шаумяна.
Служил в Красной Армии в 1931—1933 годах, в 1941 году вновь был призван и в июне отправлен на фронт.
16 ноября 1941 года у разъезда Дубосеково Волоколамского района Московской области Крючков Абрам Иванович в составе группы истребителей танков участвовал в отражении многочисленных атак противника, в которых было уничтожено 18 вражеских танков. Данное сражение вошло в историю, как подвиг 28-ми героев-панфиловцев. В этом бою Крючков Абрам Иванович погиб. Похоронен в братской могиле у деревни Нелидово Волоколамского района Московской области.
Указом Президиума Верховного Совета СССР «О присвоении звания Героя Советского Союза начальствующему и рядовому составу Красной Армии» от 21 июля 1942 года за «образцовое выполнение боевых заданий командования на фронте борьбы с немецкими захватчиками и проявленные при этом отвагу и геройство» удостоен посмертно звания Героя Советского Союза.

## Награды
- Герой Советского Союза (21 июля 1942) — за образцовое выполнение боевых заданий Командования на фронте борьбы с немецкими захватчиками и проявленные при этом отвагу и геройство
- Орден Ленина (21 июля 1942) — за образцовое выполнение боевых заданий Командования на фронте борьбы с немецкими захватчиками и проявленные при этом отвагу и геройство

## Память
- В 1966 году в Москве в честь панфиловцев была названа улица в районе Северное Тушино, где установлен монумент.
- В их честь в 1975 году также был сооружен мемориал в Дубосеково.
- В деревне Нелидово (1,5 км от разъезда Дубосеково), установлен памятник и открыт Музей героев-панфиловцев.
- В городе Алма-Ата, родном для панфиловцев, есть парк имени 28 гвардейцев-панфиловцев, в котором расположен монумент в их честь.
- Упоминание о 28 «самых храбрых сынах» Москвы вошло также в песню «Дорогая моя столица», ныне являющуюся гимном Москвы.
- В селе Плотава установлен памятник Герою Советского Союза Абраму Ивановичу Крючкову.
- В фильме Двадцать восемь панфиловцев роль Абрама Ивановича Крючкова сыграл Александр Плаксин.

«Мемориал Героям Панфиловцам» у разъезда Дубосеково.
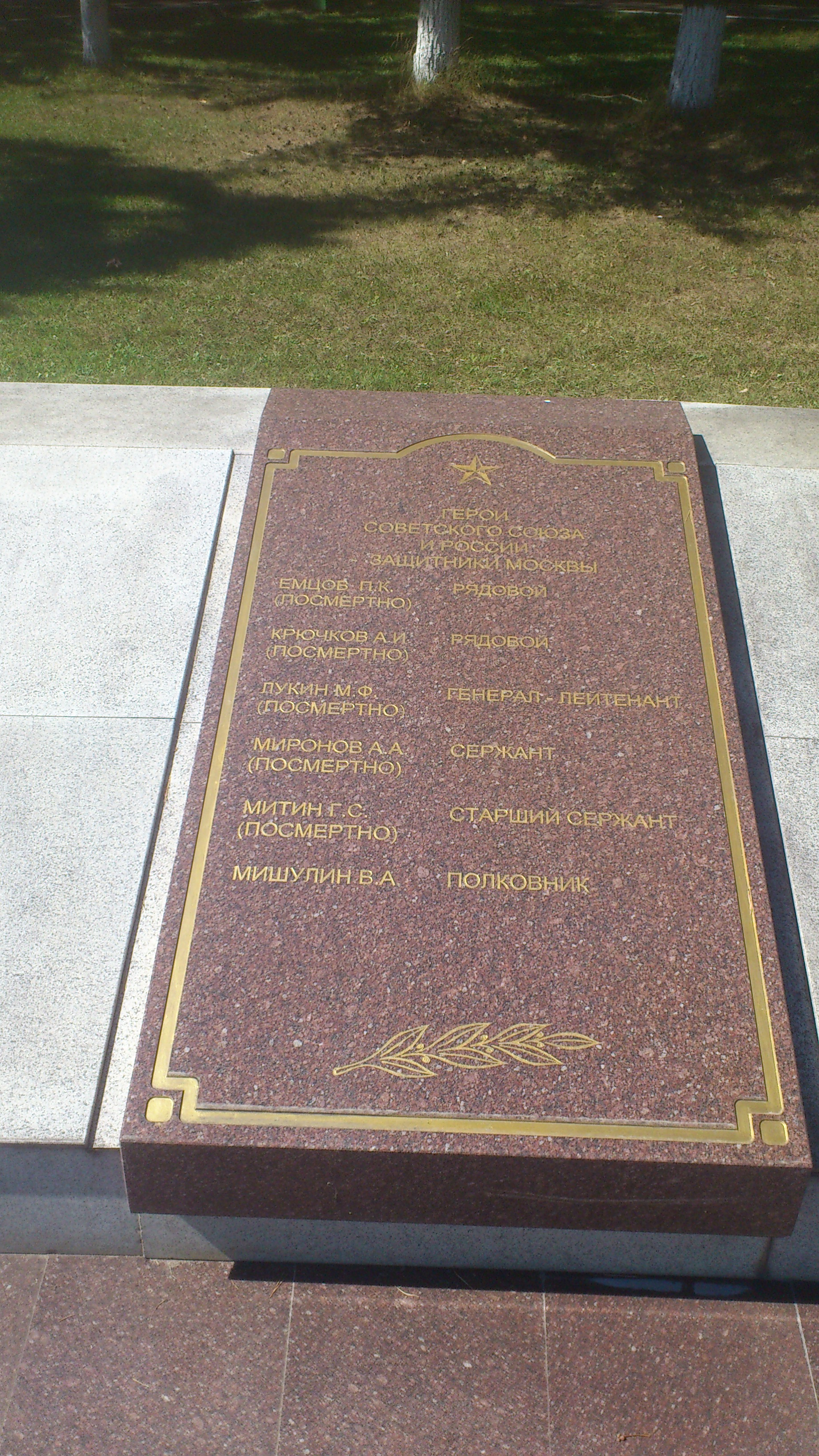
Имя А. И. Крючкова высечено на плите мемориального комплекса «Воинам-сибирякам».
Мемориальный комплекс «Воинам-сибирякам», Ленино-Снегирёвский военно-исторический музей.